# Abito Union Jack
L'abito Union Jack è stato un capo di abbigliamento indossato da Geri Halliwell delle Spice Girls in occasione dei BRIT Awards 1997, e poi riproposto altre volte durante le esibizioni dal vivo. 
Il mini abito aveva stampata la bandiera del Regno Unito, la Union Jack, sul davanti ed un simbolo della pace bianco su sfondo nero sulla parte posteriore del vestito. Il giorno successivo all'esibizione delle Spice Girls ai Brit Awards del 1997, le immagini di quell'abito comparvero sulla prima pagina di varie riviste, ed è citato come uno degli abiti maggiormente ricordati nella storia della cerimonia. Inoltre quell'abito è diventato un simbolo della Cool Britannia, oltre che delle Spice Girls stesse, di Geri Halliwell e del concetto di Girl Power.

## Creazione
Ai Brit Award del 1997, era prevista l'esibizione delle Spice Girls, oltre che l'essere nominate in cinque diversi premi, due dei quali alla fine furono vinti. Il miniabito nero di Gucci che la Halliwell avrebbe dovuto indossare fu ritenuto dalla cantante troppo "noioso". Così la Halliwell decise di "celebrare la propria nazionalità britannica", e chiese a sua sorella Karen di cucire sull'abito una tovaglietta da te raffigurante l'Union Jack sul davanti del vestito, come gesto patriottico. Contenta del risultato, Geri Halliwell decise di indossarlo durante l'esibizione di Who Do You Think You Are (con un inserto di Wannabe) durante i BRIT Awards il 24 febbraio 1997.

### Vendita
Nel 1998, un anno dopo che la Halliwell si era esibita con quel vestito, ha messo l'abito all'asta presso la filiale londinese di Sotheby's per il prezzo di 41.320 sterline. Il compratore è stato Peter Morton, a nome dell'Hard Rock Hotel and Casino, di Las Vegas, che ha messo in esposizione l'abito come memorabilia pop. Morton ha piazzato la propria offerta via telefono, battendo altri concorrenti, fra cui The Sun. La stessa Geri Halliwell ha assistito alla "frenetica asta", come è stata descritta da MTV, ed ha battuto il martelletto dopo l'offerta finale. L'abito era stato originariamente valutato 12.000 sterline, ma in seguito è stato venduto per 36.200 sterline (più il 15% di commissioni, che hanno fatto salire il prezzo a 41.320 sterline). Halliwell ha dato il ricavato della vendita dell'abito in beneficenza, ad un fondo per la ricerca per la cura del cancro. BBC ha commentato la vendita, dicendo che essa "segna la fine dei collegamenti di Geri con l'immagine del passato del Girl Power". L'abito detiene il Guinness dei primati come capo d'abbigliamento più costoso di una popstar mai venduto ad un'asta.

## Remake del 2007
Per il concerto che le Spice Girls hanno tenuto nel 2007 per celebrare la reunion del gruppo, lo stilista Roberto Cavalli ha disegnato un nuovo vestito Union Jack, modellato sull'originale. Nella nuova versione l'abito appare leggermente più lungo, e la bandiera è stata realizzata con strass e swarovski. È stata riportata da vari mass media la notizia che la Halliwell aveva tentato di riacquistare il vestito originale prima dell'inizio del loro tour mondiale.
Geri ha dichiarato, prima delle date presso la The O2 Arena, che "Siamo una band inglese e siamo seriamente orgogliose di sventolare la bandiera. Camminare nel vestito Union Jack sarà speciale." Geri Halliwell ha aggiunto in una intervista successiva che a lei "piaceva" il nuovo vestito e che aveva deciso di tenerlo come memorabilia.